# Circuito electoral de Alto Valle Oeste
El circuito electoral de Alto Valle Oeste es uno de los ocho circuitos electorales en los que se divide la provincia de Río Negro para elegir a 24 de sus 46 legisladores provinciales. Ocupa la parte más septentrional del departamento General Roca y una pequeña parte del norte del departamento El Cuy, cubriendo las localidades de Cipolletti, Las Perlas, General Fernández Oro, Cinco Saltos, Contralmirante Cordero, Campo Grande, Catriel y Peñas Blancas. Constituye el más pequeño geográficamente de los ocho circuitos electorales, pero es también el segundo más poblado, con 122.539 electores en las elecciones de 2019, lo que implica que por sí solo alberga al 22,45% del electorado total de la provincia.

## Localidades que lo componen
| Año       | Localidad              | Departamento |
| --------- | ---------------------- | ------------ |
| 1987-2013 | Banda del Medio        | General Roca |
| 1987-2013 | Catriel                | General Roca |
| 1987-2013 | Cinco Saltos           | General Roca |
| 1987-2013 | Cipolletti             | General Roca |
| 1987-2013 | Contralmirante Cordero | General Roca |
| 1987-2013 | General Fernández Oro  | General Roca |
| 1987-2013 | Peñas Blancas          | General Roca |
| 2013      | Banda del Medio        | General Roca |
| 2013      | Catriel                | General Roca |
| 2013      | Cinco Saltos           | General Roca |
| 2013      | Cipolletti             | General Roca |
| 2013      | Contralmirante Cordero | General Roca |
| 2013      | General Fernández Oro  | General Roca |
| 2013      | Peñas Blancas          | General Roca |
| 2013      | Las Perlas             | El Cuy       |

## Legisladores provinciales (desde 1987)
| Año                   | Legislador                 | Partido/Alianza | Partido/Alianza                                           |
| --------------------- | -------------------------- | --------------- | --------------------------------------------------------- |
| 1987 (6 legisladores) | Oscar Pandolfi             |                 | Unión Cívica Radical                                      |
| 1987 (6 legisladores) | Roberto de Bariazarra      |                 | Unión Cívica Radical                                      |
| 1987 (6 legisladores) | Marcelo Fernández          |                 | Unión Cívica Radical                                      |
| 1987 (6 legisladores) | Luis Pérez Peña            |                 | Frente para la Victoria (PJ)                              |
| 1987 (6 legisladores) | Rolando Badillo            |                 | Frente para la Victoria (PJ)                              |
| 1987 (6 legisladores) | Teresa Gastiazoro          |                 | Partido Provincial Rionegrino                             |
|                       |                            |                 |                                                           |
| 1991 (3 legisladores) | Marta Milesi               |                 | Unión Cívica Radical                                      |
| 1991 (3 legisladores) | José Airaldo               |                 | Unión Cívica Radical                                      |
| 1991 (3 legisladores) | Guillermo José Grosvald    |                 | Movimiento Popular (PI)                                   |
|                       |                            |                 |                                                           |
| 1995 (3 legisladores) | Raúl Hernán Mon            |                 | Frente para el Cambio (MPP)                               |
| 1995 (3 legisladores) | Néstor Méndez              |                 | Frente para el Cambio (PJ)                                |
| 1995 (3 legisladores) | Víctor Hugo Medina         |                 | Alianza por la Patagonia (UCR)                            |
|                       |                            |                 |                                                           |
| 1999 (3 legisladores) | Walter Jesús Azcarate      |                 | Alianza para el Trabajo, la Justicia y la Educación (UCR) |
| 1999 (3 legisladores) | Ricardo Dardo Esquivel     |                 | Alianza para el Trabajo, la Justicia y la Educación (UCR) |
| 1999 (3 legisladores) | Guillermo José Grosvald    |                 | Frente para el Cambio (MPP)                               |
|                       |                            |                 |                                                           |
| 2003 (3 legisladores) | Fabián Gustavo Gatti       |                 | Encuentro para los Rionegrinos (FG)                       |
| 2003 (3 legisladores) | María Marta Arriaga        |                 | Encuentro para los Rionegrinos (FG)                       |
| 2003 (3 legisladores) | Francisco Castro           |                 | Encuentro para los Rionegrinos (FG)                       |
|                       |                            |                 |                                                           |
| 2007 (3 legisladores) | Fabian Gustavo Gatti       |                 | Frente para la Victoria (FG)                              |
| 2007 (3 legisladores) | Beatriz Manso              |                 | Frente para la Victoria (PJ)                              |
| 2007 (3 legisladores) | Juan Elbi Cides            |                 | Concertación para el Desarrollo (UCR)                     |
|                       |                            |                 |                                                           |
| 2011 (3 legisladores) | Jorge Raúl Barragán        |                 | Frente para la Victoria (PJ)                              |
| 2011 (3 legisladores) | Rosa Viviana Pereira       |                 | Frente para la Victoria (PJ)                              |
| 2011 (3 legisladores) | Matías Alberto Gómez Ricca |                 | Concertación para el Desarrollo (UCR)                     |
|                       |                            |                 |                                                           |
| 2015 (3 legisladores) | Juan Elbi Cides            |                 | Juntos Somos Río Negro                                    |
| 2015 (3 legisladores) | Viviana Elsa Germanier     |                 | Juntos Somos Río Negro                                    |
| 2015 (3 legisladores) | Héctor Marcelo Mango       |                 | Frente para la Victoria (PJ)                              |
|                       |                            |                 |                                                           |
| 2019 (3 legisladores) | Sebastián Caldiero         |                 | Juntos Somos Río Negro                                    |
| 2019 (3 legisladores) | María Elena Vogel          |                 | Juntos Somos Río Negro                                    |
| 2019 (3 legisladores) | Héctor Marcelo Mango       |                 | Frente para la Victoria (PJ)                              |